# Гю (Німеччина)
Гю (нім. Huy [hyː]) — громада в Німеччині, розташована в землі Саксонія-Ангальт. Входить до складу району Гарц.
Площа — 167,28 км2. Населення становить 7084 ос. (станом на 31 грудня 2021).